# 神風串呂
神風串呂（しんぷうかんろ）は、神皇正統の天皇家に極秘に伝承されたと主張する皇霊学（神道学）のこと。